# Osthausen-Wülfershausen
Osthausen-Wülfershausen är en kommun i Ilm-Kreis i förbundslandet Thüringen i Tyskland.
Kommunen ingår i förvaltningsgemenskapen Riechheimer Berg tillsammans med kommunerna Alkersleben, Bösleben-Wüllersleben, Dornheim, Elleben, Elxleben och Witzleben.